# Estación Barrow
Barrow es una estación ferroviaria, ubicada en el Partido de Tres Arroyos, en la Provincia de Buenos Aires, Argentina.

## Servicios
Es una pequeña estación del ramal perteneciente al Ferrocarril General Roca, desde la Tandil hasta la estación Bahía Blanca. Desde esta estación, se dividen los ramales a Lobería y a Chillar.
No presta servicios de pasajeros.